# Jingei-Klasse
Die Jingei-Klasse (japanisch 迅鯨型潜水母艦 Jingei-gata sensuibokan) war eine Klasse von zwei U-Boot-Begleitschiffen der Kaiserlich Japanischen Marine, die Anfang der 1920er Jahre gebaut wurden und im Zweiten Weltkrieg zum Einsatz kamen.

## Geschichte

### Entwicklungsgeschichte und Bau

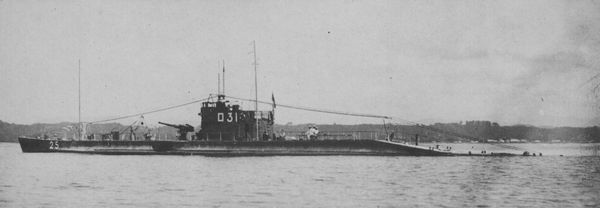
U-Boot des Typ Kaichū (Ro-31) im Jahr 1935.

Während des Ersten Weltkrieges hatte sich die Stärke der japanischen U-Bootwaffe von dreizehn auf sechsundzwanzig Einheiten gesteigert und nach dem Krieg durch die Untersuchung von neun ehemaligen deutschen U-Booten einen starken Entwicklungsschub erhalten. Zur Unterstützung dieser U-Boote nutze die Marine drei ehemalige Handelsschiffe, die Toyohashi (Stapellauf: 1888, 4.055 ts), die Karasaki (Stapellauf: 1896, 9.570 ts) und die Komahashi (Stapellauf: 1913, 1.250 ts). Als Ersatz dieser Einheiten wurde ein Unterstützungsschiff (U-Boot-Begleitschiff) geplant, das eine Verdrängung von 14.500 ts aufweisen und als Flaggschiff für eine Flottille (= 3 Divisionen zu je 3 Booten) von U-Booten des Kaichū-Typs (U-Boote Zweiter Klasse) dienen sollte. Bedingt durch die Beschränkungen des Washingtoner Flottenvertrags wurde dieses Projekt und viele andere der japanischen Marine gestrichen und im japanischen Schiffbau gerieten aufgrund von Überkapazitäten nun einige Firmen in finanzielle Probleme.
Zur Auslastung ihrer Kapazitäten wurde das Unternehmen Mitsubishi mit Planung und dem Bau von zwei 8.500 ts verdrängenden U-Boot-Begleitschiffen beauftragt. Die Marine legte dem Planungsbüro lediglich ein Lastenheft vor, womit den Konstrukteuren von Mitsubishi viel Freiraum eingeräumt wurde und stellte acht Dampfkessel zur Verfügung, welche ursprünglich für die Schlachtschiffe der Tosa-Klasse eingeplant waren.
Beide Schiffe wurde Anfang 1922 auf der Werft von Mitsubishi in Nagasaki auf Kiel gelegt und bis August 1924 in Dienst gestellt. Sie waren die ersten Schiffe weltweit, welche als U-Boot-Begleitschiffe konstruiert und gebaut wurden.

### Einsatzgeschichte

#### Jingei
Nach Indienststellung wurde die Jingei dem Marine-Distrikt Yokosuka zugeordnet und ersetzte die Karasaki.
Auf Grund des Tomozuru-Zwischenfalls erfolgte ab November 1934 eine Werftliegezeit in der Marinewerft Sasebo. Nach diesem Werftaufenthalt wurde das Schiff als Schulschiff genutzt, da es nicht in der Lage war die Boote des Kaidai-Typs (U-Boote 1. Klasse) zu unterstützen.
Nach dem Zwischenfall an der Marco-Polo-Brücke vom 7. Juli 1937, wurde die Jingei Teil der Sicherung der Schiffe, die die 10. Division nach Nordchina transportierte. Was ihre einzige nennenswerte Aufgabe während des Zweiten Japanisch-Chinesischen Krieges war.
In Vorbereitung auf den Ausbruch des Pazifikkrieges, wurde am 15. November 1940 die Jingei, genauso wie ihr Schwesterschiff, in den aktiven Flottenstatus versetzt und Flaggschiff der 7. U-Boot-Flottille (4. Flotte), da die beiden neuen U-Boot-Begleitschiffe Takasaki und Tsuruguzaki zu Leichten Flugzeugträgern umgebaut wurden und nun ersetzt werden mussten. Nach Beginn des Krieges, nahm die Jingei vom 8. bis 10. Dezember 1941 an der Schlacht um Wake teil und am 29. Dezember an der Rettung der Besatzung des, nördlich von Kwajalein auf ein Riff gelaufenen, U-Bootes Ro-60.

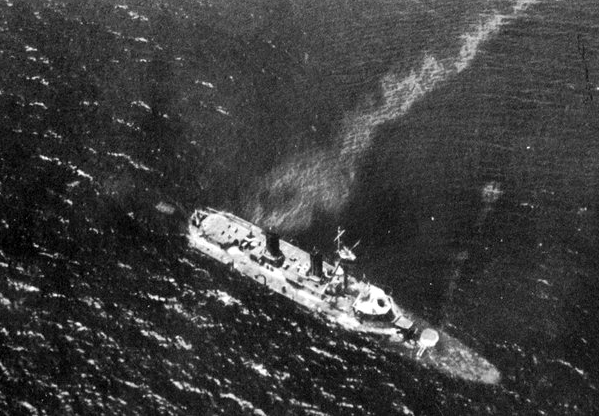
Das Wrack der in flachem Wasser gesunkenen Jingei, etwa am 10. Oktober 1944.

Vom 14. Juli bis 7. November 1942 wurde das Schiff der 8. Flotte auf Rabaul zugeteilt und anschließend ab dem 12. Januar 1943 bis Ende des Jahres als Ausbildungsschiff dem Marine-Distrikt Kure für dessen U-Boot-Schule. Während dieser Zeit leistete man am 16. Oktober dem vor Chichi-jima torpedierten Versorgungsschiff Mamiya Hilfe und schleppte im Dezember den Rumpf des unfertigen Schweren Kreuzers Ibuki von Kure nach Sasebo zur Umrüstung zum Flugzeugträger.
Ab dem 1. Januar 1944 wieder im aktiven Flottendienst und Flaggschiff der in Kure stationierten 41. U-Boot-Flottille. Vom 11. August bis 18. September 1944 unternahm sie drei Fahrten zur Versorgung bzw. Verstärkung der auf Okinawa eingesetzten Truppen. Bei ihrer vierten Fahrt wurde sie am 19. September von dem amerikanischen U-Boot Scabbardfish, etwa 80 Seemeilen von Naha, ausgemacht und torpediert. Sie konnte nach Okinawa geschleppt werden, strandete aber nordwestlich von Naha. Dort wurde sie am 10. Oktober von Flugzeugen der Hancock (Task Force 38) angegriffen und in flachem Wasser bei Position 26° 39′ N, 127° 52′ O versenkt, wobei 100 Mann ihrer Besatzung getötet wurden.
Die Jingei wurde am 10. November 1944 aus der Liste der Schiffe der Kaiserlich Japanischen Marine gestrichen.
Das Wrack wurde im September 1950 gehoben und nach Kitakyūshū geschleppt und abgewrackt.

#### Chōgei
Nach Indienststellung wurde die Chōgei dem Marine-Distrikt Kure zugeordnet und später der neu aufgestellten 2. U-Boot-Flottille (2. Flotte). Während des Shanghai-Zwischenfalls von 1932 diente sie kurzzeitig als Geleitschiff und wurde ab November 1933 der 1. Flotte zugeteilt.
Auf Grund des Tomozuru-Zwischenfalls erfolgte, wie auch bei ihrem Schwesterschiff, ab November 1934 eine Werftliegezeit in der Marinewerft Sasebo. Nach diesem Werftaufenthalt wurde das Schiff als Schulschiff genutzt, da es nicht in der Lage war die Boote des Kaidai-Typs (U-Boote 1. Klasse) zu unterstützen.
Nach dem Zwischenfall an der Marco-Polo-Brücke vom 7. Juli 1937, wurde die Chōgei Teil der Sicherung der Schiffe, die die 10. Division und 1000 Mann der 1. Spezial-Landungskräfte der Marine nach Nordchina transportierte. Da bei Ankunft in Port Arthur bekannt wurde, dass die japanischen Stellungen in Shanghai Gefahr liefen überrannt zu werden, wurde die angelandeten Truppen wieder an Bord genommen und nach Shanghai transportiert. Abgesehen vom Dienst als Truppentransporter, der zwischen Shanghai und Port Arthur pendelte, übernahm Chōgei keine weiteren Aufgaben im Zweiten Japanisch-Chinesischen Krieg.
In Vorbereitung auf den Ausbruch des Pazifikkrieges, wurde am 15. November 1940 die Chōgei, genauso wie ihr Schwesterschiff, in den aktiven Flottenstatus versetzt und Flaggschiff der 2. U-Boot-Flottille (6. Flotte), da die beiden neuen U-Boot-Begleitschiffe Takasaki und Tsuruguzaki zu Leichten Flugzeugträgern umgebaut wurden und nun ersetzt werden mussten. Im Oktober 1941 wurde das U-Boot-Begleitschiff jedoch direkt der Kombinierten Flotte als Flaggschiff der 6. U-Boot-Flottille zugeteilt. Diese Flottille wurde in Folge des Angriffs auf Pearl Harbor der 3. Flotte zugewiesen.
Nach dem Beginn des Pazifikkrieges war die Chōgei in Davao stationiert und erhielt ein Patrouillengebiet zugewiesen, das sich von Celebes und südlich bis zur Floressee und Torres-Straße erstreckte. Ab Februar 1942 in Staring-baai stationiert und wurde das Schiff März nach Japan zurückbeordert. Am 6. Mai 1942 war Chōgei in eine Kollision mit dem U-Boot I-153 vor der Küste von Shikoku verwickelt, die bis Ende Juni repariert werden musste. Danach war sie in Kure stationiert.

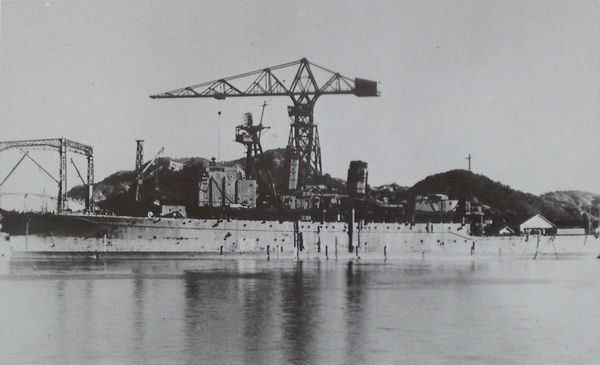
Die Chōgei am 7. September 1946 in ihrer Abwrackwerft.

Am 7. November 1942 löste Chōgei ihr Schwesterschiff in Rabaul ab. In Folge mehrere Luftangriffe im Jahr 1943, bei diesen erlitt das Schiff nur leichte Beschädigungen, wurde entschieden das U-Boot-Begleitschiff in heimatliche Gewässer zurück zu verlegen. Bei dieser Verlegung wurde die Chōgei und ihre Sicherung nördlich von Truk am 18. November 1943 durch das amerikanische U-Boot USS Sculpin angegriffen, welches durch den Zerstörer Yamagumo versenkt werden konnte.
Ab dem 1. Januar 1944 wieder im aktiven Flottendienst und Flaggschiff des 11. U-Boot-Flottille (6. Flotte). Vom August bis September 1944 unternahm sie zwei Fahrten zur Versorgung bzw. Verstärkung der auf Okinawa eingesetzten Truppen. Ab 1. Januar 1945 dem Marine-Distrikt Maizuru zugewiesen, wird sie dort am 30. Juli durch amerikanische und britische Flugzeuge angegriffen, wobei sie einen Treffer erhält, welcher ihre Brücke zerstört. Am 5. Oktober 1945 wird die Chōgei aus der Liste der Schiffe der Kaiserlich Japanischen Marine gestrichen und in den Dienst des Alliierten Reparationsdienstes genommen, welcher japanisches Militärpersonal und Zivilisten aus ehemalig japanisch kontrollierten Gebieten auf die japanischen Hauptinseln verbringt. Für diesen werden in der ersten Hälfte des Jahres 1946 acht Rundreisen nach Korea, Formosa, China, Rabaul und Guam unternommen. Ab dem 15. Juli 1946 zur Instandsetzung in Sasebo befindlich, wird das Schiff als nicht mehr reparaturwürdig erachtet und am 15. August außer Dienst gestellt. Der Abbruch erfolgt vom September 1946 bis August 1947 in der Werft von Hitachi in Onomichi.

## Liste der Schiffe
| Name          | Bauwerft             | Kiellegung       | Stapellauf    | Indienststellung | Verbleib                                                                                 |
| ------------- | -------------------- | ---------------- | ------------- | ---------------- | ---------------------------------------------------------------------------------------- |
| Jingei (迅鯨) | Mitsubishi, Nagasaki | 16. Februar 1922 | 4. Mai 1923   | 30. August 1923  | Am 10. Oktober 1944 durch Luftangriff bei Okinawa versenkt, 1952 gehoben und abgewrackt. |
| Chōgei (長鯨) | Mitsubishi, Nagasaki | 11. März 1922    | 24. März 1924 | 2. August 1924   | Am 15. Oktober 1945 außer Dienst gestellt und ab dem 1. März 1947 abgebrochen.           |

## Technische Beschreibung

### Rumpf
Der Rumpf der Schiffe Jingei-Klasse, unterteilt in wasserdichte Abteilungen und genietet, war über alles 134,5 Meter lang, 16,15 Meter breit und hatte bei einer Einsatzverdrängung von 8.636 Tonnen einen Tiefgang von 6,95 Metern.

### Antrieb
Der Antrieb erfolgte bei der Jingei über fünf und bei der Chōgei über sechs mischbefeuerte Dampferzeuger – Kampon-Kesseln des Yarrow-Typs – und zwei Parsons-Getriebeturbinensätze mit denen eine Gesamtleistung von 7.500 PS (5.516 kW) erreicht wurde. Diese gaben ihre Leistung an zwei Wellen mit je einer Schraube ab. Die Höchstgeschwindigkeit betrug 18 Knoten (33 km/h).

### Bewaffnung

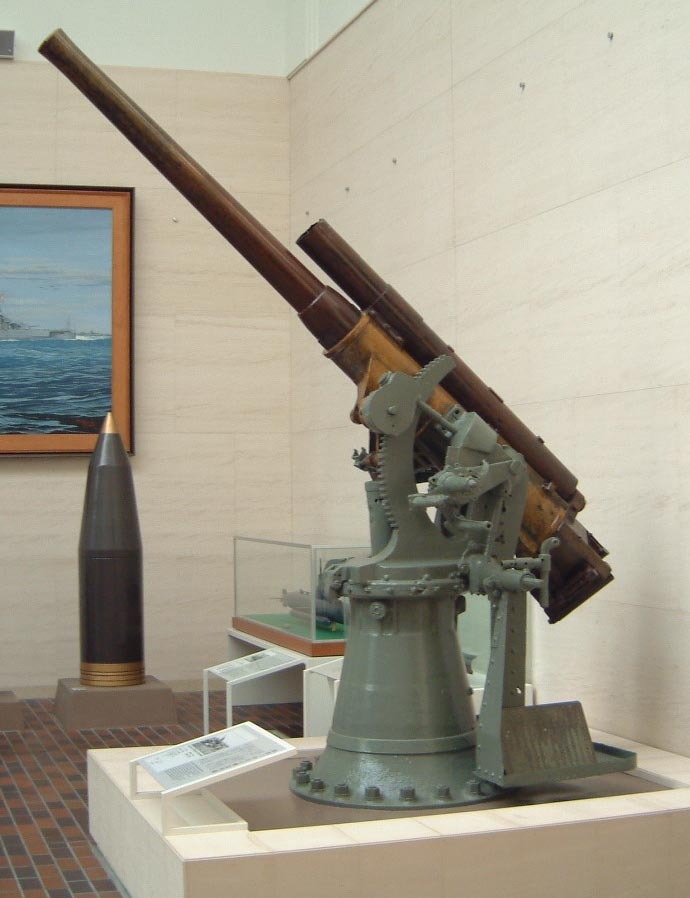
7,62-cm-Geschütz Typ 3, ausgestellt im Museum des Yasukuni-Schreins.

#### Artillerie
Die Artilleriebewaffnung bestand aus vier 14-cm-Seezielgeschützen L/50 Typ 3. Dieses 1916 eingeführte Geschütz hatte eine Feuerrate von 6 bis 10 Schuss die Minute und eine Lebensdauer von 800 Schuss. Es konnte eine 38 Kilogramm schwere Granate bis zu 15,8 Kilometer weit schießen und war in zwei 50 Tonnen schweren leicht gepanzerten Zwillingstürmen untergebracht. Diese waren in Schiffsmittellinie, einer vor dem Brückenaufbau und einer auf dem Achterschiff, aufgestellt. Die Türme hatten eine Seitenrichtgeschwindigkeit von 4° pro Sekunde, eine Höhenrichtgeschwindigkeit von 6° pro Sekunde und einen Höhenrichtbereich von −5° bis +30°.

#### Flugabwehr
Bei Indienststellung bestand die Flugabwehrbewaffnung aus zwei 7,62-cm-Geschützen Typ 3 in Einzellafette, zwischen Brückenaufbau und Schornstein, und zwei 7,7-mm-Maschinengewehren Typ HI.
Die 7,62-cm-Geschütze erreichten eine Kadenz von 13 bis 20 Schuss pro Minute und die maximale Schusshöhe betrug etwa 7,2 Kilometer bei 75° Rohrerhöhung. Die 3,35 Tonnen schwere Mittelpivotlafette war um 360° drehbar und hatte einen Höhenrichtbereich von −7° bis +75°.
Die 7,7-mm-Maschinengewehre hatten eine maximale Feuerrate von rund 900 Schuss pro Minute, die effektive Reichweite lag bei etwa 300 Metern. Die 26 Kilogramm schwere körpergesteuerte Lafette war um 360° drehbar und hatte einen Höhenrichtbereich von −25° bis +85°.

## Besatzung
Die Besatzung hatte eine Stärke von 399 Offizieren, Unteroffizieren und Mannschaften.